# Giampaolo Cheula
Giampaolo Cheula (Premosello-Chiovenda, província de Verbano-Cusio-Ossola, Piemont, 23 de maig de 1979) va un ciclista italià, professional del 2001 al 2011. Actualment és director esportiu de l'Androni Giocattoli-Sidermec.

## Palmarès
- 2000
  - 1r a la Fletxa del sud i vencedor d'una etapa
- 2002
  - 1r al Circuit des Mines i vencedor d'una etapa
  - Vencedor d'una etapa a la Volta a Baviera
- 2006
  - 1r a la Cursa de la Pau
- 2008
  - 1r al Gran Premi Nobili Rubinetterie

### Resultats al Giro d'Itàlia
- 2003. 62è de la classificació general
- 2009. 101è de la classificació general
- 2010. Abandona (15a etapa)
- 2011. 97è de la classificació general

### Resultats a la Volta a Espanya
- 2003. 107è de la classificació general
- 2010. 86è de la classificació general

### Resultats al Tour de França
- 2007. 111è de la classificació general
- 2008. 86è de la classificació general